# Verbascum litigiosum
Verbascum litigiosum é uma espécie de planta com flor pertencente à família Scrophulariaceae. Trata-se de uma espécie hemicriptófita cujos habitats preferenciais são areais e dunas secundárias junto ao litoral, em locais onde geologicamente predominam os calcários. Trata-se de uma espécie endémica de Portugal Continental, nomeadamente do centro e sul, junto ao litoral.
A espécie foi descrita por Gonçalo Sampaio e publicada em Herb. Port. 108 (1913).
Encontra-se protegida por legislação portuguesa/da Comunidade Europeia, nomeadamente pelos anexos II e IV da Diretiva Habitats. Esta espécie encontra-se classificada pela IUCN, com o estatuto de Vulnerável.
O seu nome comum é verbasco-de-flores-grossas.

## Sinonímia
Segundo a obra Flora iberica esta espécie tem o sinónimo Verbascum crassifolium sensu Hoffmanns & Link, publicada em Fl. Portug. 1:213, pl. 26 (1811).
A Euro+Med Plantbase indica como sinónimos:
- Verbascum crassifolium Hoffmanns. & Link
- Verbascum lusitanicum Murb.